# Lee Correctional Institution
Die Lee Correctional Institution ist ein US-Hochsicherheitsgefängnis in Bishopville, South Carolina.
Das Gefängnis zählt im US-Gefängnissystem zu den Level 3-Einrichtungen für Gefangene, die für Gewaltverbrechen lange Haftstrafen absitzen. Die Einrichtung hat lediglich Einzel- und Doppelzellen. Die Lee Correctional Institution hat eine Kapazität von 1654 Insassen und liegt rund 65 km östlich der Hauptstadt Columbia.

## Geschichte
1993 wurde das Gefängnis eröffnet und ist seitdem das größte Hochsicherheitsgefängnis in South Carolina. In der Einrichtung kam es immer wieder zu Gewaltverbrechen an Insassen. 2012 kam es innerhalb von drei Monaten zu zwei Geiselnahmen im Gefängnis. 2017 starben zwei Insassen als Folge von Gewaltverbrechen. Der Häftling Robert Odell Brown wurde bei einem Kampf unter Häftlingen im Februar 2018 getötet.
Am 15. April 2018 kam es zu einem siebenstündigen Kampf zwischen Gangmitgliedern in drei Unterkunftsgebäuden des Gefängnisses. Als das Vollzugspersonal die Kämpfe unter Kontrolle gebracht hatte, waren sieben Gefangene tot. Laut der Gefängnisbehörde von South Carolina ging es bei den Kämpfen um Territorien der Gangs, Schmuggelware und Telefone. Laut der Lokalzeitung The State wurden die meisten Opfer mit selbstgebastelten Waffen erstochen.